# Śniegi (sielsowiet Opsa)
Śniegi (biał. Снегі; ros. Снеги) – wieś na Białorusi, w obwodzie witebskim, w rejonie brasławskim, w sielsowiecie Opsa.

## Historia
W dwudziestoleciu międzywojennym kolonia leżała w Polsce, w województwie nowogródzkim (od 1926 w województwie wileńskim), w powiecie brasławskim, w gminie Dryświaty a następnie w gminie Opsa.
Według Powszechnego Spisu Ludności z 1921 roku zamieszkiwało tu 89 osób, 3 było wyznania rzymskokatolickiego, a 86 prawosławnego. Jednocześnie wszyscy mieszkańcy zadeklarowali polską przynależność narodową. Było tu 14 budynków mieszkalnych. W 1931 zamieszkiwały tu 84 osoby w 18 budynkach.
Wierni należeli do parafii rzymskokatolickiej w Opsie. Miejscowość podlegała pod Sąd Grodzki w Opsie i Okręgowy w Wilnie; właściwy urząd pocztowy mieścił się w Opsie.